# Hirtella glandulosa
Hirtella glandulosa är en tvåhjärtbladig växtart som beskrevs av Spreng.. Hirtella glandulosa ingår i släktet Hirtella och familjen Chrysobalanaceae. Inga underarter finns listade i Catalogue of Life.

## Bildgalleri

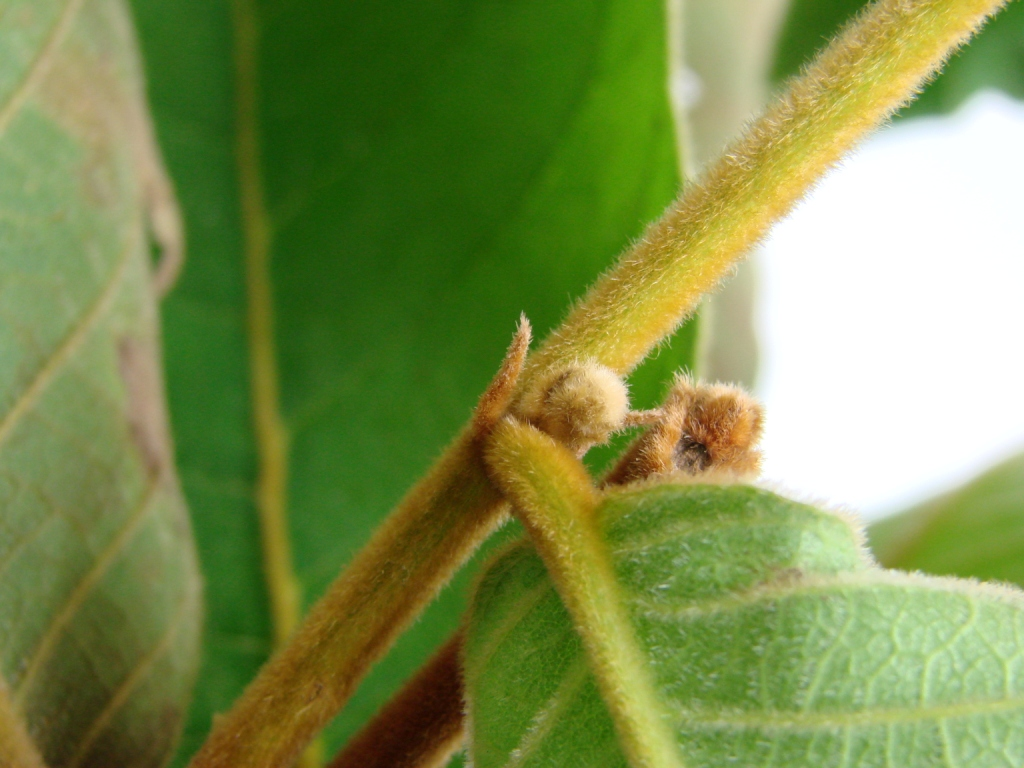
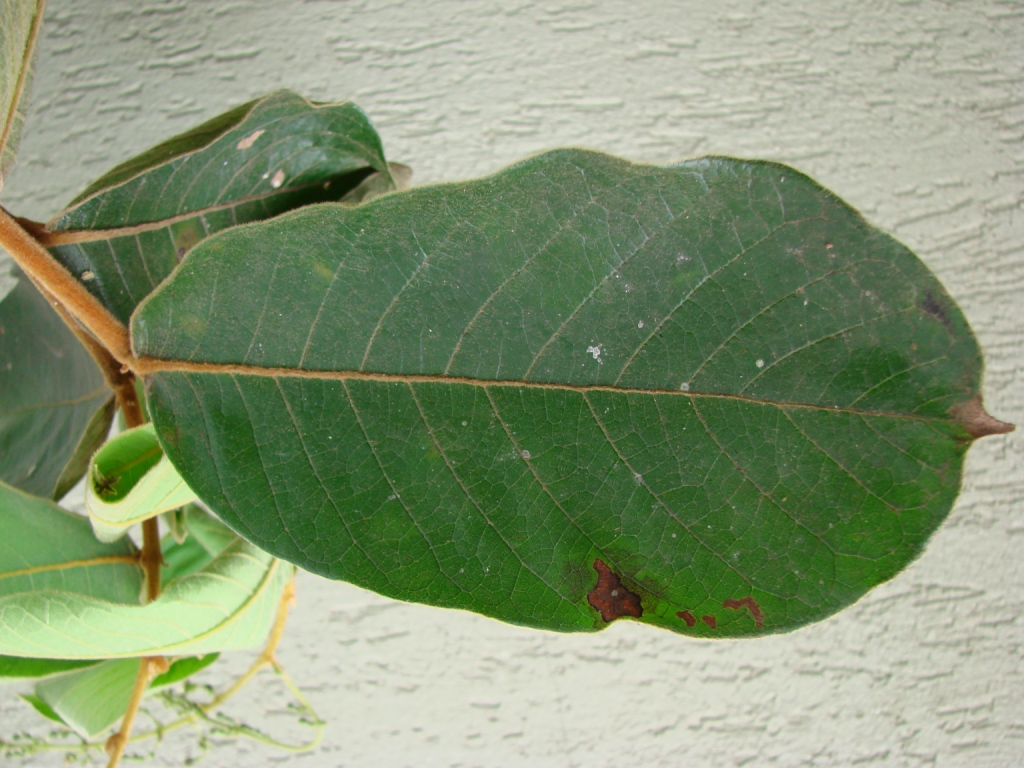